# Frank Zimmermann (lekkoatleta)
Frank Zimmermann (ur. 10 sierpnia 1955) – niemiecki lekkoatleta, długodystansowiec, medalista uniwersjady w 1981. Podczas swojej kariery reprezentował Republikę Federalną Niemiec.

## Kariera sportowa
Zajął 10. miejsce w finale biegu na 5000 metrów na mistrzostwach Europy w 1978 w Pradze. W finale pucharu Europy w 1979 w Turynie zajął 3. miejsce w biegu na 10 000 metrów.
Zdobył brązowy medal w biegu na 5000 metrów na uniwersjadzie w 1981 w Bukareszcie, przegrywając jedynie z Dougiem Padillą ze Stanów Zjednoczonych i Jozefem Lenčéšem z Czechosłowacji.
Był mistrzem RFN w biegu na 5000 metrów w 1978 i 1979 oraz brązowym medalista na tym dystansie w 1981, a także wicemistrzem w biegu na 10 000 metrów w 1978.
Rekordy życiowe Zimmermanna:
- bieg na 1500 metrów – 3:41,23 (6 września 1979, Koblencja)
- bieg na milę – 3:59,29 (18 sierpnia 1978, Berlin)
- bieg na 2000 metrów – 5:08,0 (4 sierpnia 1978, Berlin)
- bieg na 3000 metrów – 7:45,17 (22 czerwca 1978, Kolonia)
- bieg na 3000 metrów (hala) – 7:52,3 (5 marca 1978, Dortmund)
- bieg na 2 mile – 8:33,52 (9 lipca 1976, Zurych)
- bieg na 5000 metrów – 13:18,20 (4 lipca 1978, Sztokholm)
- bieg na 20 000 metrów – 27:42,8 (28 kwietnia 1979, Troisdorf)